# Ruisseau de Vernoubre
Pour les articles homonymes, voir Vernoubre.
Le Vernoubre est une  rivière du sud de la France dans le département du Tarn, et de l'Hérault, en région Occitanie, et un sous-affluent de la Garonne par l'Agout et le Tarn.

## Géographie
Le Vernoubre de 11,8 km de longueur prend sa source sur la commune de Lacaune (Tarn) dans les Monts de Lacaune. 
Il coule en direction du sud et rejoint l'Agout près de La Salvetat-sur-Agout (Hérault) au lieu-dit Condax, dans le lac de la Raviège, à 663 m d'altitude.

### Communes et cantons traversés
Dans les deux départements du Tarn et de l'Hérault, le Vernoubre traverse deux communes :
- Tarn : Lacaune,
- Hérault : La Salvetat-sur-Agout.

## Affluents
Le Vernoubre a sept affluents référencés.